# Strażnik Światła
Strażnik Światła – jedenasty album studyjny heavymetalowej grupy Turbo, wydany 16 listopada 2009.
Jest to pierwszy album Turbo z wokalistą Tomkiem Struszczykiem, który w 2007 roku zastąpił Grzegorza Kupczyka. Na następcę „Tożsamości” fani polskiej legendy heavy metalu musieli czekać cztery lata. Płyta zawiera ponad 70 minut muzyki utrzymanej w klimacie klasycznego hard & heavy. Wersja digipack została poszerzona o dwa dodatkowe utwory: „Przestrzeń – Światło” oraz akustyczną wersję demo „Epilogu”. Tradycyjnie na płycie Turbo pojawił się utwór instrumentalny – tym razem to „Tunel”. Do promocji wybrano nagranie „Na progu życia”. „Strażnik Światła” to pod względem tekstowym pierwszy w historii Turbo concept album.

## Lista utworów
Opracowano na podstawie materiału źródłowego.
1. „Prolog” – 1:54
2. „Na progu życia” – 5:25
3. „Szept sumienia” – 7:12
4. „Strażnik światła” – 8:21
5. „Na skrzydłach nut” – 6:34
6. „Niebezpieczny taniec” – 5:27
7. „Obietnica lepszego dnia” – 3:42
8. „Tunel” – 7:01
9. „Na przekór nocy” – 6:32
10. „Noc już woła” – 8:06
11. „Epilog” – 3:23

## Twórcy
Opracowano na podstawie materiału źródłowego
- Tomasz Struszczyk – wokal
- Wojciech Hoffmann – gitara
- Bogusz Rutkiewicz – gitara basowa
- Dominik Jokiel – gitara
- Tomasz Krzyżaniak – perkusja